# روبن ليندسي ووكر
روبن ليندسي ووكر (بالإنجليزية: Reuben Lindsay Walker) هو فلاح أمريكي، ولد في 29 مايو 1827 في لوغان في الولايات المتحدة، وتوفي في 7 يونيو 1890 في مقاطعة فلوفانان في الولايات المتحدة.